# 森特維爾 (愛達荷州)
森特維爾（英語：Centerville）是位於美國愛達荷州博伊西縣的一個人口普查指定地區。

## 地理
森特維爾的座標為43°54′46″N 115°53′32″W / 43.91278°N 115.89222°W，而該地最高點為海拔高度1283米（即4209英尺）。

## 人口
根據2010年美國人口普查的數據，森特維爾的面積為5.00平方千米，當中陸地面積為5.00平方千米，而水域面積為5.00平方千米。當地共有人口500人，而人口密度為每平方千米100人。